# Садиња Вас (Љубљана)
Садиња Вас (словен. Sadinja vas) налази се око 11 км источно од центра Љубљане у општини Љубљана. Лежи испод хрибова (Јавор, Панце) који затварају љубљанску котлину на истоку, на надморској висини 300 м.

## Историја
До територијалне реорганизације у Словенији била је у саставу града Љубљана, односно старе општине Мосте-Поље.

## Становништво
У попису становништва из 2021. године, Садиња Вас је имала 456 становника.
| Број становника према пописима | Број становника према пописима | Број становника према пописима | Број становника према пописима |
| ------------------------------ | ------------------------------ | ------------------------------ | ------------------------------ |
| 1991                           | 2002                           | 2011                           | 2021                           |
| 355                            | 411                            | 459                            | 456                            |